# 柳如是

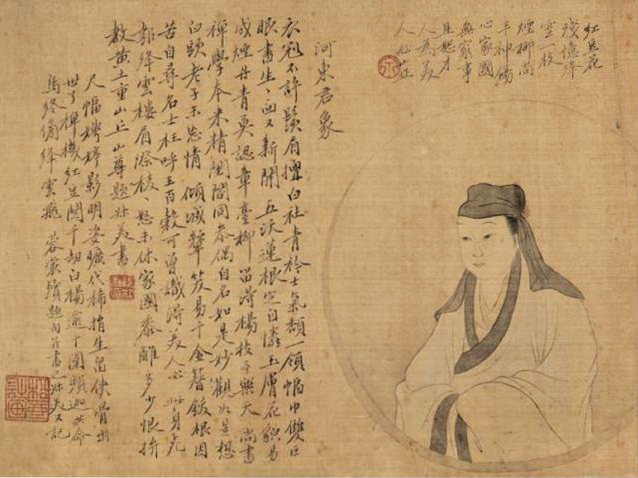
清代钱杜《河东君象》

柳如是（1618年—1664年），本名楊愛，後改名柳隱，字如是。浙江嘉興人，明末歌妓。因讀宋朝辛棄疾《賀新郎》中：「我見青山多嫵媚，料青山見我應如是」，故自號「如是」；又稱「河東君」、「蘼蕪君」，書畫雙絕，才氣過人，為「秦淮八豔」之首。

## 生平

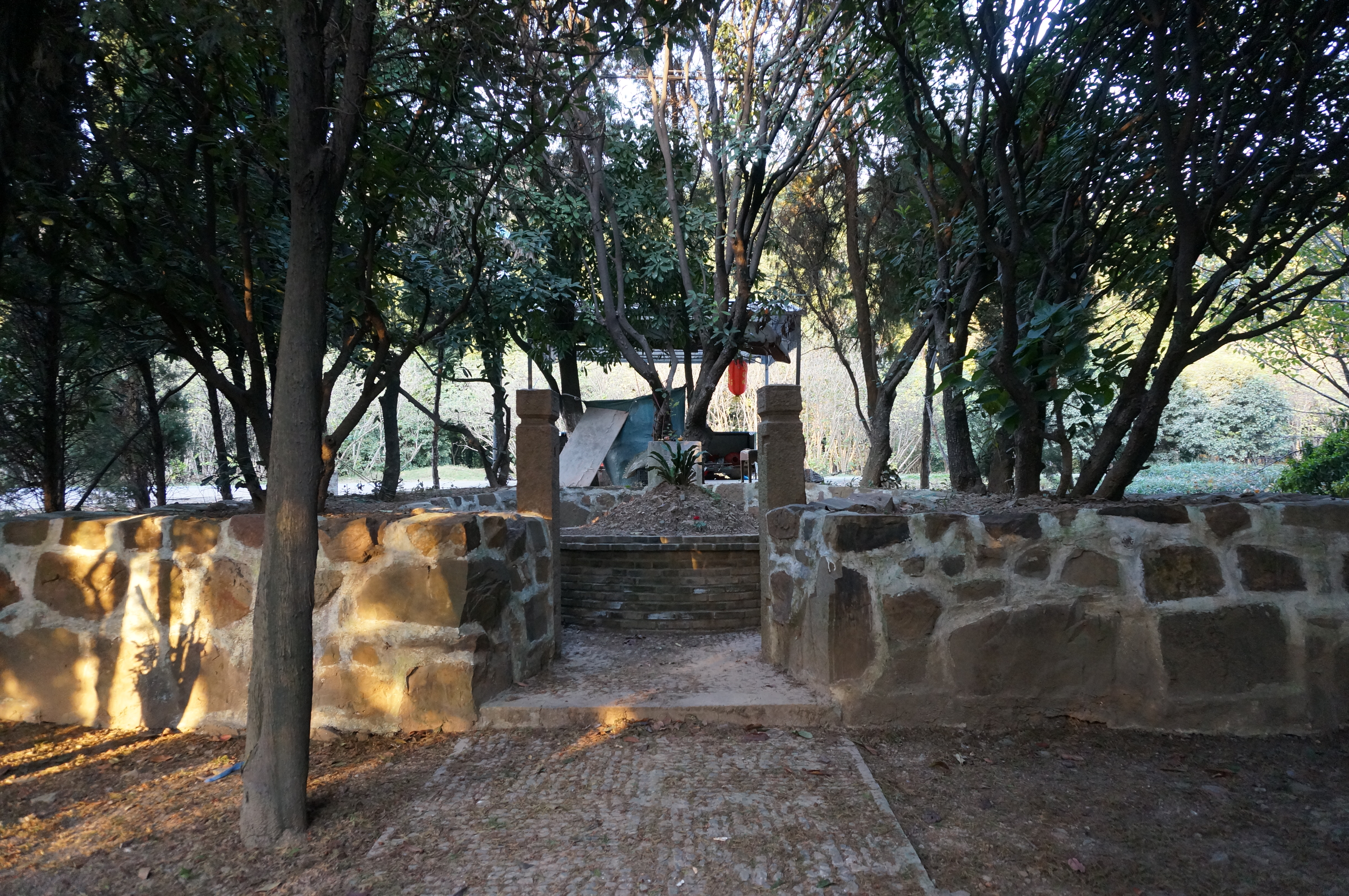
常熟虞山柳如是墓

柳如是生於明朝萬曆四十六年（1618年），被輾轉販賣，真實姓氏也無從得知。幼年時，為江南名伎徐佛收養。柳如是並不迷醉其中。沈虬《河东君传》说她：“知书善诗律，分题步韵，倾刻立就；使事谐对，老宿不如。”柳如是與李待問、宋徵輿、陳子龍等都發展過一段戀情，但迫於禮教所阻。尤其是與陳子龍的一段情愫，雙方情切意篤，長居松江南樓，賦詩作對，互相唱和。可惜南樓唱和的美景不長，陳子龍原配張氏帶人鬧上南樓。柳如是不甘受辱，悲切而毅然地離去。雖然如此，陳子龍對於柳如是仍不死心，根據陳寅恪先生的推証，陳子龍後來還是為柳如是的流聞心碎三次。
崇禎十一年（1638年），二十歲的柳如是不施粉黛結識原朝廷禮部侍郎、28歲即得探花的錢謙益，崇禎十三年（1640年）柳以男妝相，柳儒士之名與錢再相遇，錢並在其居住之半野堂之處以「如是我聞」（佛教經書結集常以此詞起頭，原由為內容多為阿難尊者轉述記憶中迦牟尼佛的言行，白話文作「我是這麼聽聞的」。）之名另築一「我聞室」以呼應柳如是之名。並帶著柳如是徜徉於湖光山水，詩酒作伴。柳如是感其深情，願嫁此時早已年過半百的錢謙益。錢謙益大喜過望，於次年迎娶柳如是，由於此舉驚世駭俗，致非議四起，舉行婚禮中船被扔進了許多瓦石。後錢謙益任南明朱由崧弘光朝廷禮部尚書不久，柳如是生下一個女兒。
甲申之變，清軍兵臨南明首府南京城下時，柳如是「奮身欲沉池水中」，卻給錢謙益拉住。后钱谦益降清，但在柳如是影响下不久又辞官回乡。後來柳如是與錢長期從事秘密反清活動。
清順治四年（1647年），錢謙益因黃毓祺反清案被捕入獄，順治五年（1648年），柳如是四處奔走，救出了錢謙益。錢對此感慨萬千：“慟哭臨江無孝子，從行赴難有賢妻”。康熙三年（1664年）五月二十四日钱谦益病殁之后，族绅錢朝鼎主使钱曾、钱谦夺取柳如是及女儿、女婿财产，逼索柳如是交出银三千兩，威逼甚急，柳如是不能偿付。同年六月二十八日，即钱谦益卒后34天，柳如是自縊而亡，得年四七。時人以錢曾忘恩負義，與禽獸無異。陈寅恪疑此事与錢曾之父钱裔肃在南明时期贿赂钱谦益有关。

## 身後
柳如是葬於常熟虞山。作品有《湖上草》、《戊寅草》等詩集傳世。清嘉庆时常熟知县陈文述曾经重修墓墩。柳墓于抗战初期和中華人民共和國建国初期两遭盗掘，至今尚存。